# Ondara
Ondara község Spanyolországban, Alicante tartományban. Lakosainak száma 7522 fő (2024). Ondara Beniarbeig, Benimeli, Dénia, Pedreguer és El Verger községekkel határos.

## Testvértelepülések
- Alviano

## Népesség
A település lakosságának változását az alábbi diagram mutatja:
| Lakosok száma | 5468 | 5749 | 6004 | 6546 | 6644 | 6632 | 6647 | 6894 | 7080 | 7522 |
|               | 2001 | 2004 | 2006 | 2009 | 2011 | 2014 | 2016 | 2019 | 2021 | 2024 |